# 人类世界 (北欧神话)

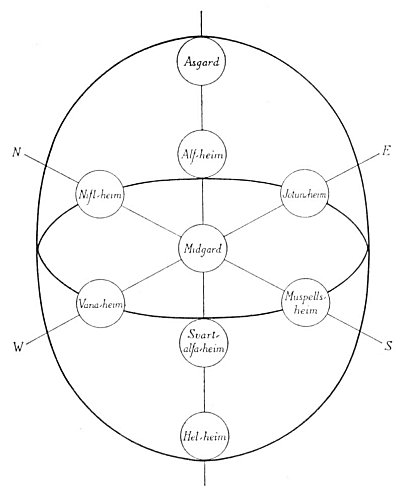
北欧神话九個世界

米德加尔德（古諾斯語：Miðgarðr，英語：Midgard），又譯作中土、中間世界。北歐神話中人類居住的地方，為九個世界之一。

## 相對位置及構造
米德加爾特位於世界之樹（古諾斯語：Yggdrasill）中央某處，是人類唯一可見全貌的世界。周圍有深海環繞，海中住著足以環繞米德加爾特的巨蟒耶夢加得(Jörmungandr)。北方為霧之國尼福爾海姆（Niflheim），其地底則為赫爾海姆（Nibelheim或Helheim），南方為穆斯貝爾海姆（Muspellheim），東北方為巨人居住的約頓海姆（Jötunheim），上方為阿薩神族所居住的阿斯加特（Asgard）。米德加爾特四周環繞以原初巨人尤彌爾的睫毛所做成的柵欄，目的為防止巨人族入侵，柵欄本身也稱作米德加爾特。柵欄內有彩虹橋(Bifrost)通往上方的阿斯加特。

## 詞源
米德加爾特這個詞在古挪威語文學之中被譯作Miðgarðr、在古撒克遜人史詩《海蘭》(Heliand)當中被稱為Middilgard。而哥德語當中的Midjungards在路加福音當中被證明與希臘語οἰκουμένη同義，意為「有人居住的世界」。上述詞語皆源自古日耳曼語midja-gardaz，是midja-(意為中間)、gardaz(意為院子或圈地)的複合字。

## 相關神話故事

### 人類的誕生
世界創造之後，諸神以梣木枝創造了男人，命名為阿斯克(Ask)，並以榆樹枝造了女人，名為恩布拉(Embla)，由奧丁給予他們呼吸及生命，威利給他們理性與動作，菲則給他們感官與外貌，他們被安排在中間世界米德加爾特，成為人類的始祖。

### 里格的旅程
人類的守護神海姆達爾利用奧丁建造的彩虹橋來到米德加爾特遊玩，他化名里格，並在旅程之中遇到了三對夫婦，分別接受他們的款待，在他離開之後，三對夫婦分別生下孩子。第一對夫婦以粗劣的食物招待里格，他們生下的孩子比常人愚笨，只能做簡單粗重的工作，他的後代形成了奴隸階級。而第二對夫婦以較好的食物招待里格，他們生下的孩子與常人無異，形成了自由人階級。第三對較為富裕的夫婦則拿出最好的食物款待里格，他們的孩子比常人聰明且美麗，形成了貴族階級。

### 諸神的黃昏
根據《埃達》，米德加爾特將於諸神的黃昏到來時被摧毀，耶夢加德會從海洋中升起，將毒液散播到海洋與陸地，並引發海嘯淹沒陸地，直到最後的戰爭結束後，沉入海中的陸地會再次上升，重新啟動生命的循環。

## 大眾文化
- 線上遊戲《仙境傳說（RO）》中的主要世界。
- 漫威系列漫画《索尔》、电影《雷神托尔》及漫威电影宇宙中的世界观。
- 电子遊戲《戰神》《戰神：諸神黃昏》中的主要世界。
- 电子遊戲《地獄之刃2：賽奴雅的傳奇》中的主要世界。